# Heimsuchung (Pontormo)
Die Heimsuchung (italienisch La visitazione di Pontormo) ist ein Ölgemälde des italienischen Manieristen Pontormo. Es befinde sich in der Kirche San Michele e San Francesco in Carmignano in der Toskana.

## Beschreibung
Dargestellt ist der Augenblick der Begegnung zwischen Maria und ihrer Verwandten Elisabeth. Beide Frauen sind schwanger, Maria mit Jesus und Elisabeth mit Johannes dem Täufer. Die Begegnung findet in Gegenwart von zwei weiteren Frauen vor einer in die Tiefe fluchtenden architektonischen Kulisse statt. Während Maria und Elisabeth aufeinander zugehen, um sich zu umarmen, schauen ihre beiden Begleiterinnen, eine junge Frau bei Maria, eine alte bei Elisabeth, mit melancholisch-verlorenem Blick in Richtung des Betrachters. Die Frauen sind in leichte, sich aufbauschende Gewänder in Pastellfarben gekleidet, sie sind barfuß und scheinen den Boden kaum zu berühren.

## Thema
Das Bildthema der Heimsuchung Mariä, das sich auf eine Stelle im Lukasevangelium (Lk 1,57 ff ) bezieht, hat Pontormo insgesamt dreimal behandelt. Das älteste Bild von 1514 entstand im Auftrag von Carro della Moneta, ist relativ kleinformatig (75 × 58 cm) und befindet sich heute im Palazzo Vecchio in Florenz. Im Vorhof der Kirche SS Annunziata in Florenz, der Chiostrino dei Voti, entstand 1516 ist ein Fresko in situ (392 × 337 cm) als Teil eines umlaufenden Bildprogramms. Die Visitazione in Camignano mit den vier lebensgroßen Frauenfiguren entstand um 1528/29.

## Historischer Hintergrund, Provenienz
Das Bild entstand im Auftrag der Familie Pinadori, Vasari erwähnt das Bild in seinen Viten nicht. Als möglicher Grund wird angenommen, dass die Pinadori mit den Medici, Mäzene sowohl Vasaris als auch Pontormos, verfeindet waren. Die Zeit, in der das Bild entstand, war für Florenz geprägt durch politische Unruhen. 1527 waren die Medici von republikanischen Truppen aus der Stadt vertrieben worden, kehrten aber kurz darauf nach erfolgreicher Belagerung zurück, und etablierten sich dort als Herzöge von Florenz. Pontormo, der kurz zuvor Haus in Florenz erworben hatte, blieb in der Stadt. Er beteiligte sich nicht an den Kämpfen und erhielt weiterhin aus den Kreisen der Patrizier Aufträge für Porträts und religiöse Bilder.
Erwähnt wird das Bild erstmals in Giovanni Cinelli Calvolis (1626–1706) Buch Le bellezze della città di Firenze von 1677. Cinelli schreibt, im Hause von Senator Andrea Pitti befinde sich „ein kleineres Modell der Visitazione von Pontormo, mit einem äußerst feinen und mit höchster Sorgfalt gemaltem Faltenwurf“, und er glaube, das größere Original befinde sich in der Villa der Pindari-Familie in Camignano”
1740 wurde das Bild an seinem heutigen Platz in SS Michele e Francsco installiert.

## Restaurierung, Ausstellungen

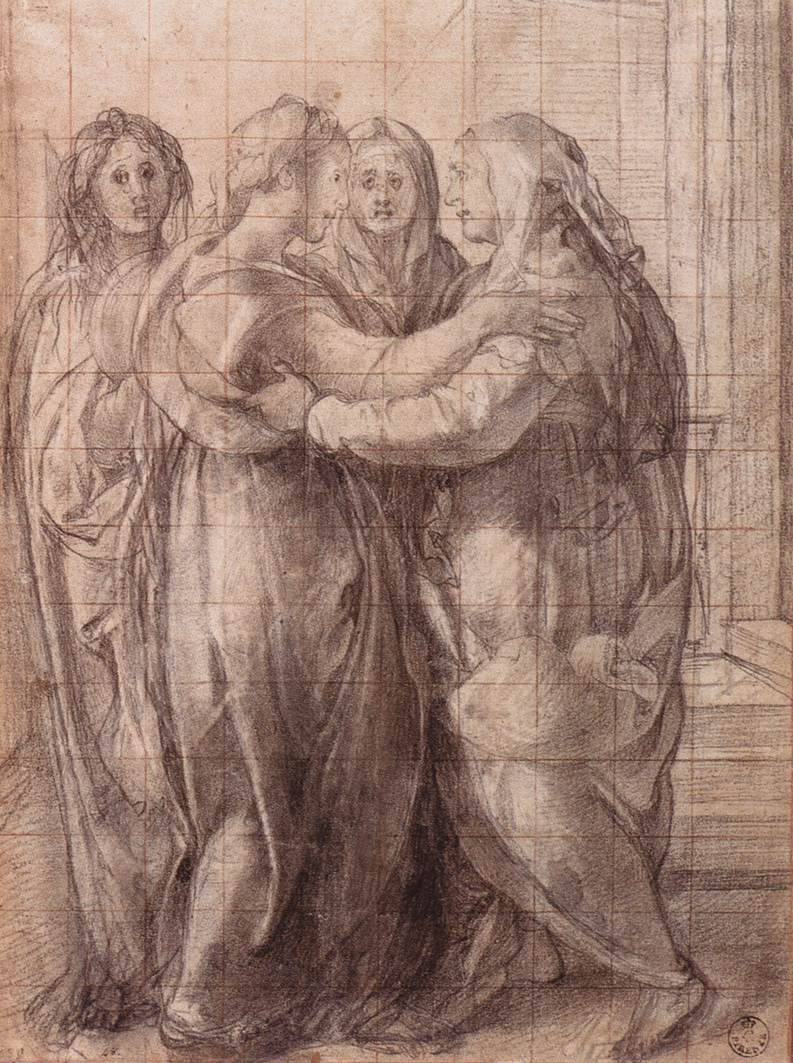
Vorzeichnung zur Visitazione mit Quadrierung; Gabinetto dei disegni e delle stampe,Uffizien

Das Bild wurde 2013/14 sorgfältig gereinigt, alte Lackschichten und Übermalungen wurden entfernt, wodurch die leuchtend hellen Farben von Pontormos Palette wieder zum Vorschein kamen. Im Zuge der Restaurierung kamen Bilddetails ans Licht, die bisher unbekannt waren, so die beiden männlichen Figuren am linken Bildrand und der Kopf eines Esels, der um die Hausecke links im Hintergrund schaut.
Nach der Restaurierung wurde das Bild 2014 im Rahmen der von Carlo Falciani und Antonio Natali kuratierten Ausstellung Pontormo e Rosso Fiorentino. Divergenti vie della Maniera im Palazzo Strozzi gezeigt. 2017 wurde es ein weiteres Mal im Palazzo Strozzi in der Ausstellung Bill Viola. Rinascimento elettronico präsentiert, und zwar direkt neben Violas Video-Installation The Greeting.
2018 organisierten die Uffizien, die Morgan Library in New York und das J. Paul Getty Museum in Los Angeles eine Ausstellung unter dem Titel Pontormo: Miraculous Encounters from Drawing to Painting, die von Davide Gasparotto und Bruce Edelstein kuratiert wurde. Gezeigt wurden außer der „Visitazione“ und der Zeichnung aus den Uffizien auch Junger Mann mit roter Kappe (ca. 1530) aus einer britischen Privatsammlung und Der Hellebardier aus dem Bestand des Getty-Museums.

## Rezeption in der Kunst
1995 hatte die Video- und Soundinstallation The Greeting von Bill Viola auf der Biennale von Venedig ihre Premiere. Als Anregung für das Video diente Pontormos Altarbild. The Greeting wurde auf der Biennale als offizieller Beitrag der USA in der Show Bill Viola: Buried Secrets gezeigt und im selben Jahr in der Kestner-Gesellschaft, Hannover sowie 1996 im Arizona State University Art Museum und dem Institute of Contemporary Art in Boston gezeigt.